# 坂田一男

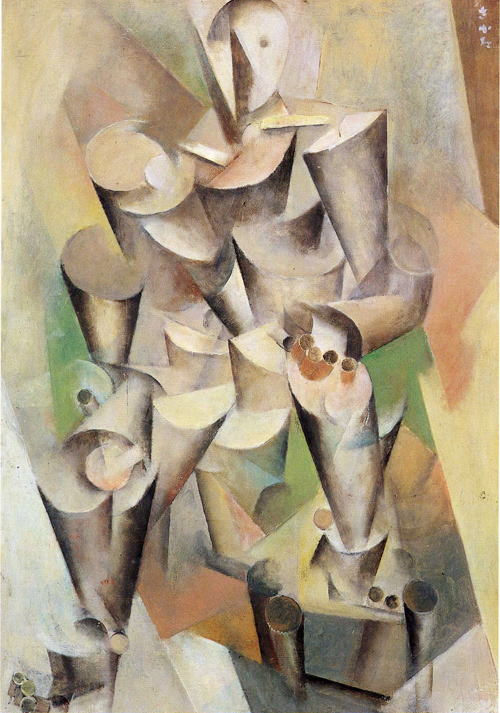
『キュビスム的人物像』（1925年）

坂田 一男（さかた かずお、1889年（明治22年）8月22日 - 1956年（昭和31年）5月28日）は、日本のキュビスムの洋画家。

## 経歴
岡山県岡山市船頭町（現・北区）で医学教授坂田快太郎の子として生まれた。医師を目指していたが中学卒業後の受験に失敗し、画家を志す。1914年（大正3年）に上京して本郷絵画研究所で岡田三郎助に師事、1916年（大正5年）から更に川端画学校で藤島武二に学んだ。
1921年（大正10年）渡仏、パリに赴き、オトン・フリエス（Achille-Émile-Othon Friesz; 1879年-1949年）やフェルナン・レジェに学ぶ。サロン・ドートンヌ等に出品し、サロン・デ・チュイルリー、サロン・デ・ザンデパンダンの会員となる。
1933年に帰国、岡山県玉島（倉敷市）にアトリエを構える。
戦後は、A.G.O.（アヴァンギャルド・オカヤマ）を結成、主宰し、キュビスムを基本としながらも、独特の抽象絵画を制作した。しかし、1944年、1954年の2度に渡って同地を襲った水害により、多くの作品が失われ、現存するのは50点余りである。
日本においては、キュビスムの影響を受けた画家は多いが、本格的にキュビスムを学び、厳格な意味でのキュビスムの作品を残している作家は、坂田一男をおいて他はない（なお、日本において厳格なキュビスム作品を坂田以外が残していないことから、一般に、日本人は、キュビスムの論理性・厳格性に合わない、というような言われ方をされることがあるが、この主張について厳密な論証がなされているわけではない）。
一貫して、中央画壇から距離をおいていたため（本人にとっては、中央画壇は、権威的で自由がない、と映っていた）、一般には知られておらず、きちんと紹介され始めたのは、ほとんどその死後になってからである。

## 日本における展覧会
次の展覧会において、その業績の全容が紹介されている。
- 1988年／倉敷市立美術館／坂田一男展

同展の展覧会カタログは、重要な資料となっている。
- 2007年／岡山県立美術館／坂田一男展

2007年9月28日から、11月6日まで開催。
- 2019年／東京ステーションギャラリー／坂田一男展 : 捲土重来 : 格納された世界のすべて、風景のすべて

2019年12月7日から、2020年1月26日まで開催。

## 主な作品
- 『キュビスム的人物像』　1925年、油彩・キャンパス、：90.0×65.1cm、岡山県立美術館蔵
- 『女と植木鉢』　1926年、油彩、布、81×65cm、兵庫県立美術館蔵
- 『コンポジション』　1926年、油彩・キャンパス、55.0×46.1cm、倉敷市立美術館蔵

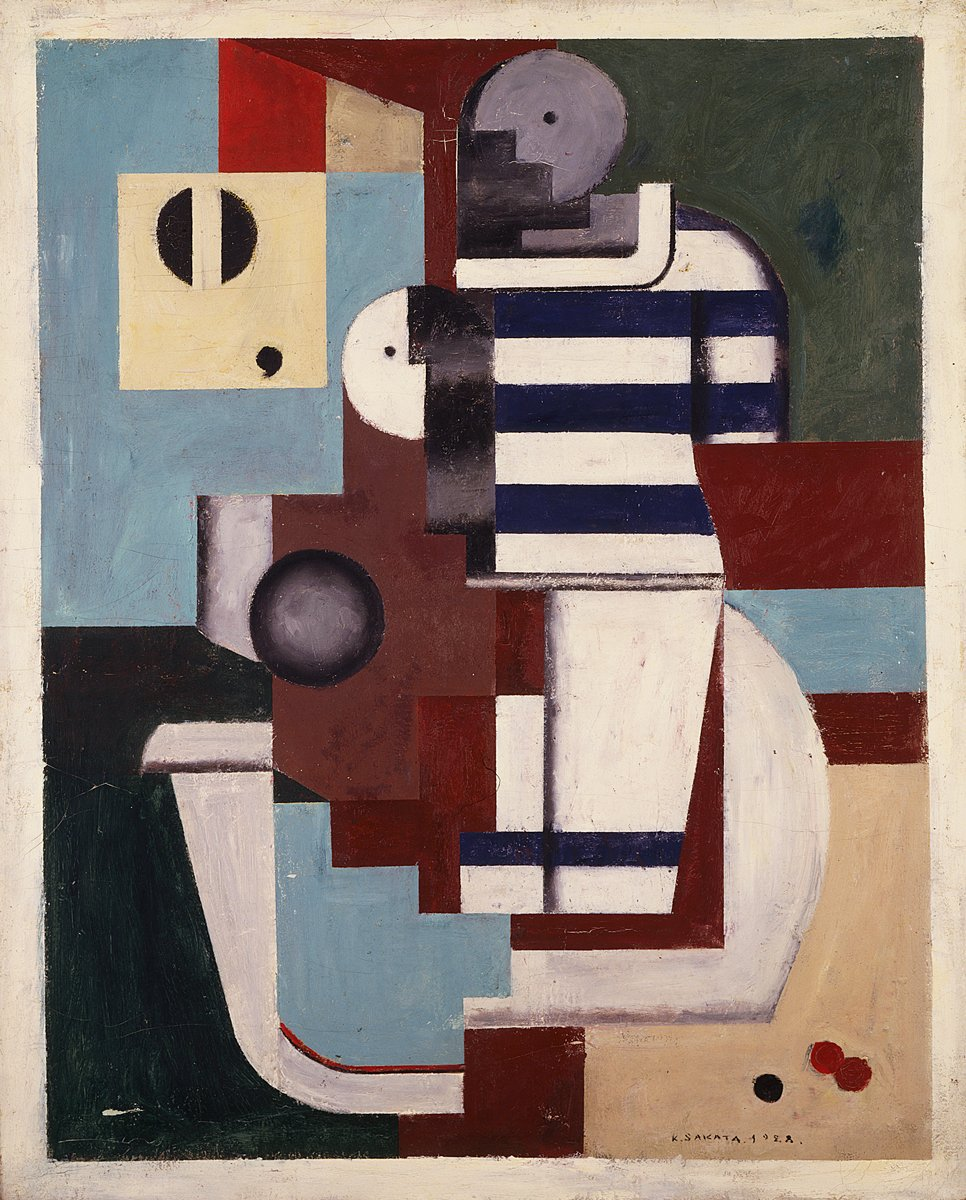
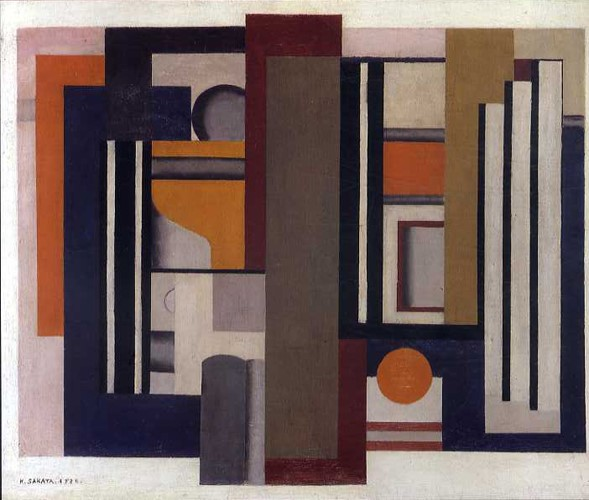
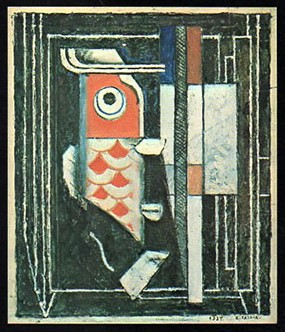
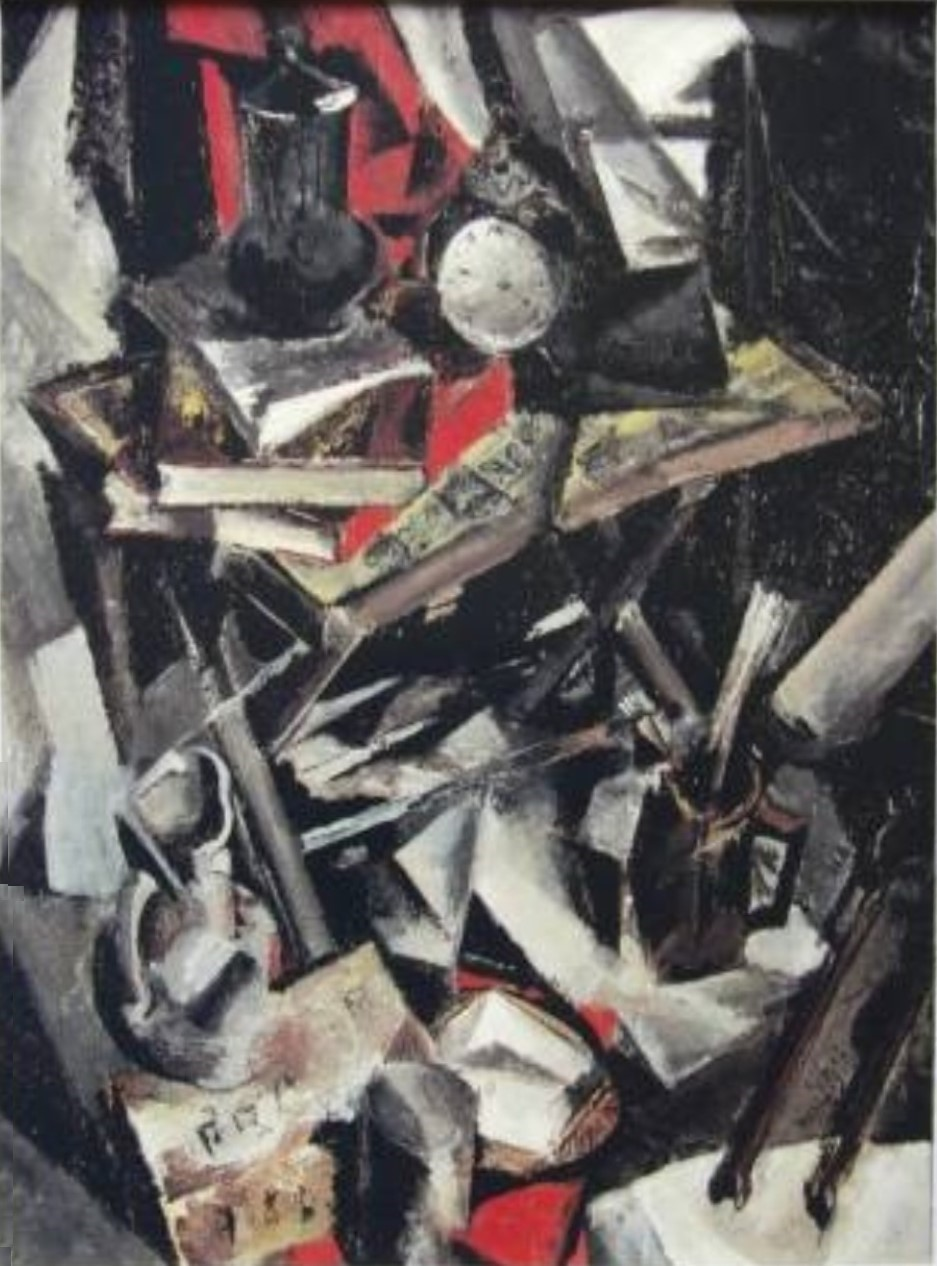
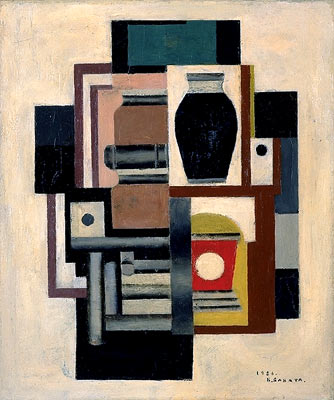

- 『コンポジション』　1948年、油彩・キャンパス、53×41cm、東京国立近代美術館蔵